# بيغو لايف
بيغو لايف (Bigo Live) هو منصة بث مباشر حيث يمكن للمستخدمين مشاركة اللحظات الحية مع المتابعين. وهي مرتبطة بشركة مقرها سنغافورة تسمى بيغو تكنولوجي.
يمكن للمتابعين دعم لمستخدمين المفضلين بهدايا داخل التطبيق. تم إطلاقه في سنغافورة في مارس 2016، وتستخدم المنصة ميزات الذكاء الاصطناعي لتقديم خدمات البث المباشر.

## التاريخ
في مارس 2016، تم إطلاق بيجو لايف لأنظمة التشغيل لنظامي التشغيل (الأيفون و الاندرويد(.
من عام 2016 إلى عام 2017، تصدرت بيجو لايف قوائم تنزيل متجر جوجل و متجر آبل في كل من تايلاند وفيتنام وإندونيسيا وسنغافورة وماليزيا والفلبين عدة مرات.
في ديسمبر 2018، وصل عدد مستخدمي تطبيق بيجو لايف إلى 26.7 مليون مستخدم نشط شهريًا.
```
في نوفمبر 2019، وصل عدد المستخدمين النشطين شهريًا لتطبيقات الشركة إلى أكثر من 350 مليون مستخدم على مستوى العالم.
[
11
]
```

في مارس 2020، احتل التطبيق المرتبة السادسة في الولايات المتحدة والخامسة عالميًا من حيث ترتيب التطبيقات، بناءً على إجمالي عائدات الشراء داخل التطبيق.
```
في مايو 2020، أطلقت بيجو لايف شراكة مع Bark، وهو حل أمان عبر الإنترنت، للحفاظ على أمان الأطفال على الإنترنت.
[
13
]
```

في أوائل عام 2021 كان لدى تطبيق بيجو لايف "Bigo Live" نحو 400 مليون مستخدم في أكثر من 150 دولة.
.وفي عام 2021 أيضاً وتحديداً في الربع الثاني من العام ذاته؛ وصل عدد المستخدمين النشطيين شهرياً الى 29.5 مليون مستخدم.
كما أن تطبيق بيجو لايف "Bigo Live" احتل المرتبة الثانية وذلك وفقا لتطبيقات “App Annie” الأفضل انتشاراً لعام 2021 من حيث "انفاق المستهلكين".